# セナクトエンラー
セナクトエンラー・イアフメス（Senakhtenre Ahmose, 在位：紀元前1596年頃 - 1591年頃または前1560年頃 - 1559年頃）は、古代エジプト第17王朝の第7代あるいは12代ファラオ（王）。セナクトエンラー・タア1世の名でも知られる。

## 概要
近年まで、主に新王国時代に作られた記念碑などからわずかにその名が知られているに過ぎなかった。2012年のカルナック神殿の発掘調査で、セナクトエンラーの名前が彫られた門が発見された。これは王の統治の実態を示す初めての同時代史料で、ヒクソス領だったメンフィスの南方のトゥラ（Tura）から資材を輸入していたことが判明している。

### 家族構成
カルナックの王名表に名前が刻まれており、デル・エル・メディーナに作られた墓の壁画では、第17王朝末期の王であるカーメス、セケンエンラー・タアと共に「西方の主人たち」として神格化されている。加えて、セケンエンラー・タアの息子で第18王朝初代のイアフメス1世は、祖母テティシェリを「王の偉大なる妻」「彼の父の母」「彼の母の母」と称えていることから、セナクトエンラーがテティシェリの夫の王で、セケンエンラー・タアの父であると特定された。先代の王たちとの関係は不明だが、3代前の王アンテフ6世の王妃には「王の姉妹」の称号が与えられており、これがセナクトエンラーの事である可能性がある。また、セベクエムサフ2世の娘は、別の王の息子アメニの妻となっており、このアメニの父である可能性もある。

### 名前について
ラムセス9世の時代に横行した王墓盗掘の実態を記した「墓泥棒のパピルス」では、タアという誕生名を持つ王の2つの墓について触れている。セナクトエンラーの誕生名を示す他の資料が未発見だったこと、セケンエンラー以外にタアという誕生名を持つ王が知られていなかったことから、多くの研究者たちは長年、このパピルスを元にセナクトエンラーをタア1世、セケンエンラーをタア2世と呼んでいた。だが、2012年の新発見によってセナクトエンラーの誕生名が孫と同じイアフメスであることが改めて確認された。

### 外部サイト
- “第17王朝(紀元前1,580～1,550年頃)”. 古代エジプト史料館. 2017年7月10日閲覧。